# Seznam avstrijskih dramatikov
Seznam avstrijskih dramatikov.

## A
- Leopold Andrian
- Ludwig Anzengruber

## B
- Hermann Bahr
- Wolfgang Bauer
- Eduard von Bauernfeld
- Thomas Bernhard
- Arnolt Bronnen

## C
- Heinrich Joseph von Collin

## E
- Gustav Ernst

## G
- Alfred Grünwald

## H
- Peter Handke
- Wilhelm Herzog
- Fritz Hochwälder
- Hugo von Hofmannsthal
- Ödön von Horváth

## J
- Gert Jonke

## K
- Erwin Guido Kolbenheyer
- Karl Kraus

## L
- Léo Lania
- Alexander Lernet-Holenia
- Guido von List

## M
- Rosa Mayreder
- Erika Mitterer

## N
- Johann Nestroy

## P
- Josef Friedrich Perkonig

## R
- Ferdinand Raimund

## S
- Ferdinand von Saar
- Hans Sassmann
- Johann Gabriel Seidl

## T
- Peter Turrini

## W
- Josef Wenter
- Franz Werfel
- Anton Wildgans
- Adolf Wiesner (1807–1867)

## Z
- Joseph Christian, Baron von Zedlitz